# Koreastraße
| Koreastraße          | Koreastraße      |
| Japanischer Name     | Japanischer Name |
| -------------------- | ---------------- |
| Kanji                | 対馬海峡         |
| Hepburn              | Tsushima Kaikyō  |
| Südkoreanischer Name |                  |
| Hangeul              | 대한해협         |
| Hanja                | 大韓海峽         |
| Revidiert            | Daehan Haehyeop  |
| McCune-Reischauer    | Taehan Haehyŏp   |

Die Koreastraße (selten auch Straße von Korea oder Tsushimastraße genannt) ist eine Meeresdurchfahrt zwischen dem Ostchinesischen Meer im Südwesten und dem Japanischen Meer im Nordosten. Im Norden ist die Koreastraße durch die Koreanische Halbinsel begrenzt, im Süden durch die japanischen Inseln Kyūshū und Honshū.
Die Durchfahrt hat eine Tiefe von etwa 90 Meter und ist von den Tsushima-Inseln geteilt.

## Namensgebung
Die Koreastraße wird manchmal auch nach Adam Johann von Krusenstern Krusenstern-Straße genannt, dem ersten Weltumsegler in russischen Diensten.
Der östliche Teil (bzw. die südöstliche Durchfahrt) wird oft auch Tsushimastraße genannt, der westliche Teil (bzw. nordwestliche Durchfahrt) war einst als Chōsen-Straße bekannt und wird heute auch als Straße von Korea bezeichnet.
Eine andere Klassifikation nennt die gesamte Koreastraße Tsushimastraße. 

## Meeresströmung
Ein Ableger des Kuroshio (Japanstrom) passiert die Koreastraße nach Nordosten. Der warme Arm des Stroms wird Tsushimastrom genannt und kommt ursprünglich von den Japanischen Inseln. Der Strom fließt schließlich in den Pazifik, genauer ins Ochotskische Meer in der Nähe von Sachalin.

## Geschichte
Während dem Pleistozän lag die Koreastraße noch trocken und bildete eine Landbrücke zwischen Korea und dem Archipel Japan. In der Antike fanden Migrationen über die Koreastraße statt.
Im Mittelalter wurden zwei erfolglose Invasionsversuche der Mongolen durchgeführt. Zwischen 1390 und 1420 wurde die Insel Tsushima mehrfach von der Joseon-Dynastie besetzt.
Im Mai 1905, während des Russisch-Japanischen Kriegs, fand in der Koreastraße die Seeschlacht bei Tsushima statt. In dem kriegsentscheidenden Gefecht besiegte die Kaiserlich Japanische Marine das Zweite Pazifische Geschwader der Kaiserlich Russischen Marine.